# رزمارک (تنسی)
رزمارک (به انگلیسی: Rosemark) یک منطقهٔ مسکونی در ایالات متحده آمریکا است که در تنسی واقع شده‌است. رزمارک ۱۰۰٫۸۹ متر بالاتر از سطح دریا واقع شده‌است.